# Била Криниця
Била Криниця (на украински: Біла Криниця) е селище от градски тип в Южна Украйна, Великоолександривски район на Херсонска област. Основано е през 1915 година. Населението му е около 1583 души.